# Egon Schiele
Egon Leon Adolf Schiele, meglio conosciuto come Egon Schiele (AFI: /ˈeː.ɡɔn ˈʃiː.lə/; Tulln an der Donau, 12 giugno 1890 – Vienna, 31 ottobre 1918), è stato un pittore e incisore austriaco.
Pupillo di Gustav Klimt, Schiele è stato uno dei maggiori artisti figurativi del primo Novecento, nonché esponente assoluto del primo espressionismo viennese assieme ad Oskar Kokoschka. La vita di Egon Schiele è circondata da un'aura mistica: talento precoce, muore alla giovane età di 28 anni. Nonostante la breve vita, il suo corpus di opere è impressionante: circa 340 dipinti e 2800 tra acquerelli e disegni.
Il suo lavoro è noto per l'intensità espressiva, l'introspezione psicologica e la comunicazione del disagio interiore attraverso i suoi numerosi ritratti. I suoi soggetti sono spesso uomini e donne che posano nudi, simbolo del suo complesso rapporto con il sesso femminile; corpi contorti, figure spesso non completate nella loro interezza; ritratti e molti autoritratti.
Nel suo corredo creativo si trovano inoltre alcune poesie e sperimentazioni fotografiche. Il suo particolare stile lo colloca tra i pittori del movimento espressionista. Seppur a esso contemporaneo, Schiele non è considerato figura della Secessione viennese, soprattutto per la dimensione di tormento e tensione psicologica delle sue opere, che si discostano dalla natura maggiormente decorativa e gioiosa del movimento.

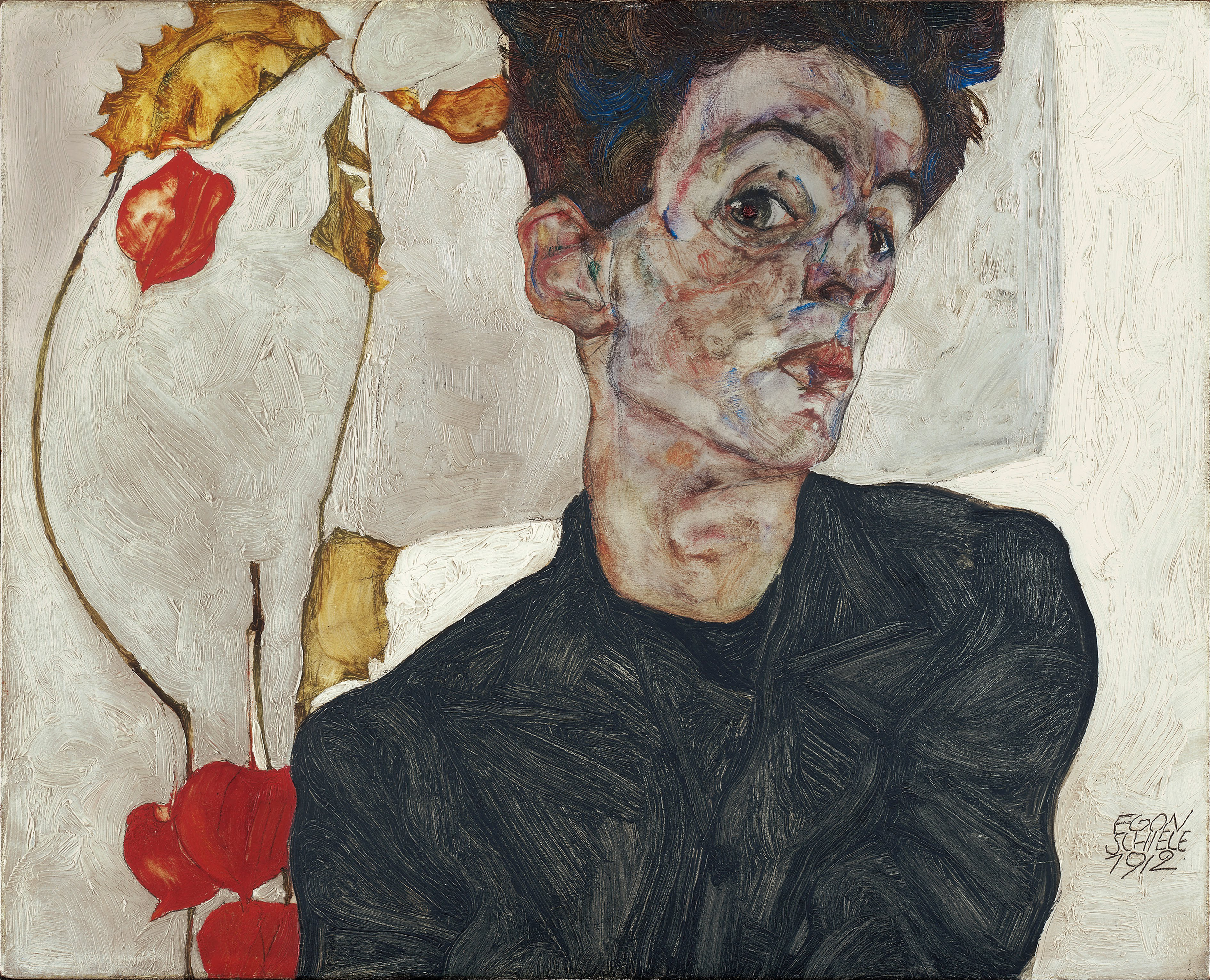
Egon Schiele, Autoritratto (1912); olio su tela, 32,2×39,8 cm, Leopold Museum, Vienna

## Biografia

### Primi anni

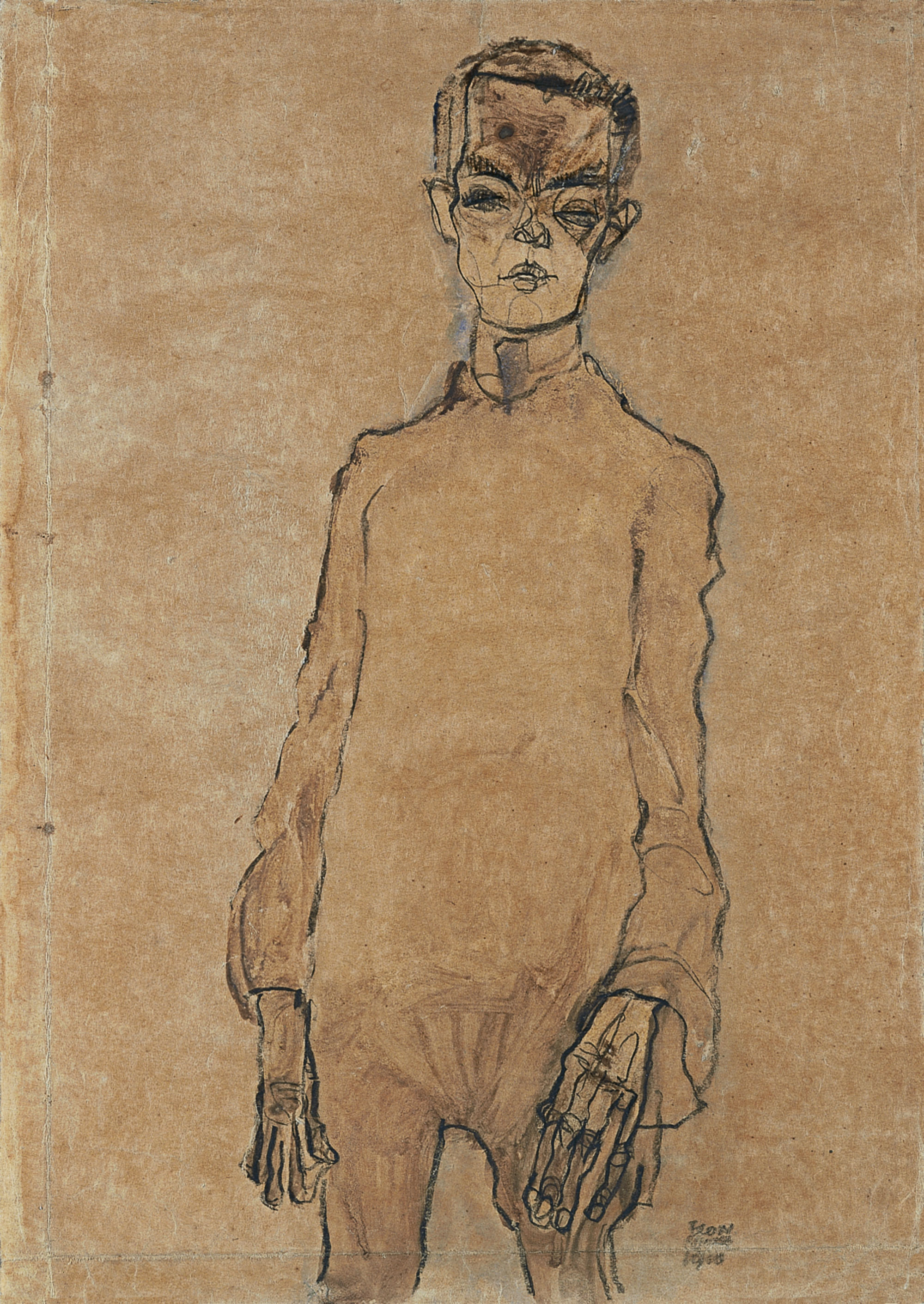
Egon Schiele, Autoritratto

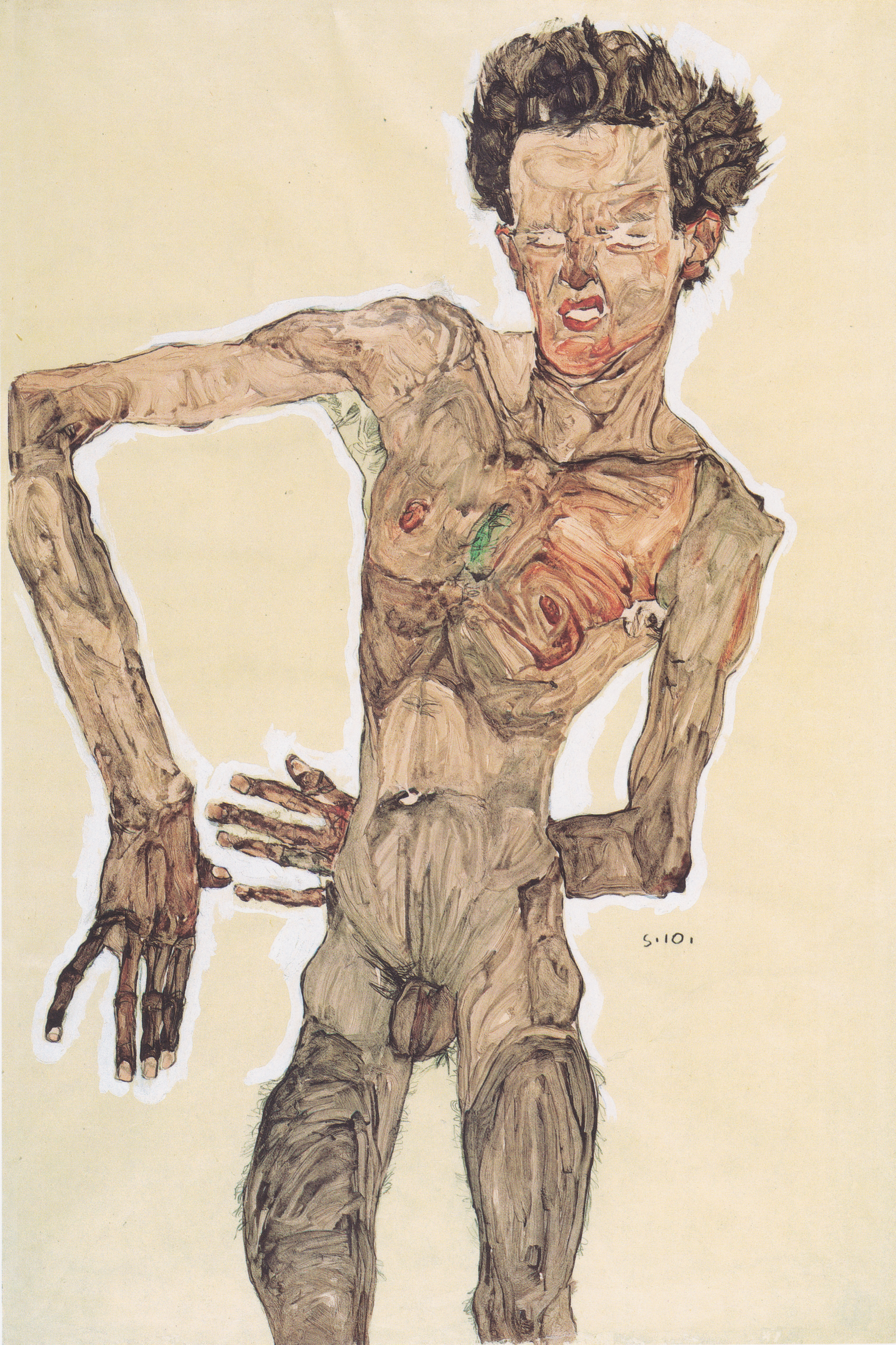
Egon Schiele, Autoritratto (1910); matita, tempera e acquerello su carta, 55,8×36,7 cm, Albertina, Vienna

Egon Schiele nasce nel 1890 in una stazione ferroviaria a Tulln an der Donau, una cittadina nei pressi di Vienna da Adolf Eugen Schiele (1850-1905) e Marie Soukoup (1862-1935).  Aveva tre sorelle, Elvira (1883-1893), Melanie (1886-1974) e Gertrude (1894-1981).
La città è, alla fine del XIX secolo, un crogiuolo di culture molto diverse tra loro e i movimenti indipendentisti ne minacciano la stabilità. L'Accademia delle Scienze e Belle Arti, la presenza di numerosi altri istituti di ricerca e delle maggiori collezioni d'arte contribuiscono ad accrescere il richiamo come centro culturale e intellettuale.
Il clima sociale e la situazione politica appaiono un contesto ideale per la discussione dei temi fondamentali dell'esistenza umana. Mai, infatti, altrove ci si era occupati tanto profondamente della sessualità in letteratura, psicologia, pittura. La sua infanzia viene presto offuscata dal progredire della malattia mentale del padre, conseguenza della sifilide,  e dalla sua precoce morte, esperienza traumatica che segnerà profondamente tutta la sua pittura, dandogli un'immagine del mondo tetra e malinconica.

### Studi viennesi: Klimt e le prime mostre
Alla morte del padre Adolf Schiele (capostazione), nel 1905 la tutela di Egon viene assunta dal suo ricco padrino, lo zio Leopold Czihaczek (1842-1929), il quale, dopo aver tentato inutilmente di orientarlo verso una carriera nelle ferrovie, ne riconobbe il talento artistico. Fu infatti in questo periodo che Schiele cominciò a dipingere, in particolare autoritratti, producendo in poco più di un decennio circa trecento dipinti e più di tremila opere su carta.
Dopo il suo ingresso all'Accademia di belle arti di Vienna nel 1906, dove studiò pittura e disegno, i rapporti con la madre (originaria di Krumau, oggi Český Krumlov, in Boemia) si deteriorano; Marie Schiele infatti non si sente sufficientemente tutelata e sostenuta dal figlio. Di fronte all'aridità degli insegnamenti proposti in Accademia, dal clima conservatore e chiuso della scuola (che abbandona nel 1909), dove gli era permesso solo di disegnare "secondo gli antichi", Egon cerca i suoi modelli al di fuori, soprattutto all'interno dei caffè, dove si lega ad artisti molto vicini alla sua sensibilità.
Studiando da solo, Egon, cresce e si migliora, sperimentando i diversi stili, all'epoca considerati d'avanguardia; porta il suo cavalletto all'aperto e inizia a dipingere nella natura; la sua tavolozza mostra ora colori luminosi applicati con una tecnica antiaccademica. L'incontro decisivo per tutto il suo percorso artistico avvenne nel 1907 nel Café Museum di Vienna: la personalità di Gustav Klimt lo influenza non meno di quanto avesse influenzato quell'arte che rappresentava modernità e progresso (propria delle teorie artistiche della Secessione viennese di cui Klimt è un esponente). Un ulteriore elemento avvicina i due uomini: l'interesse per la raffigurazione del corpo nudo e della sessualità sia maschile che femminile.

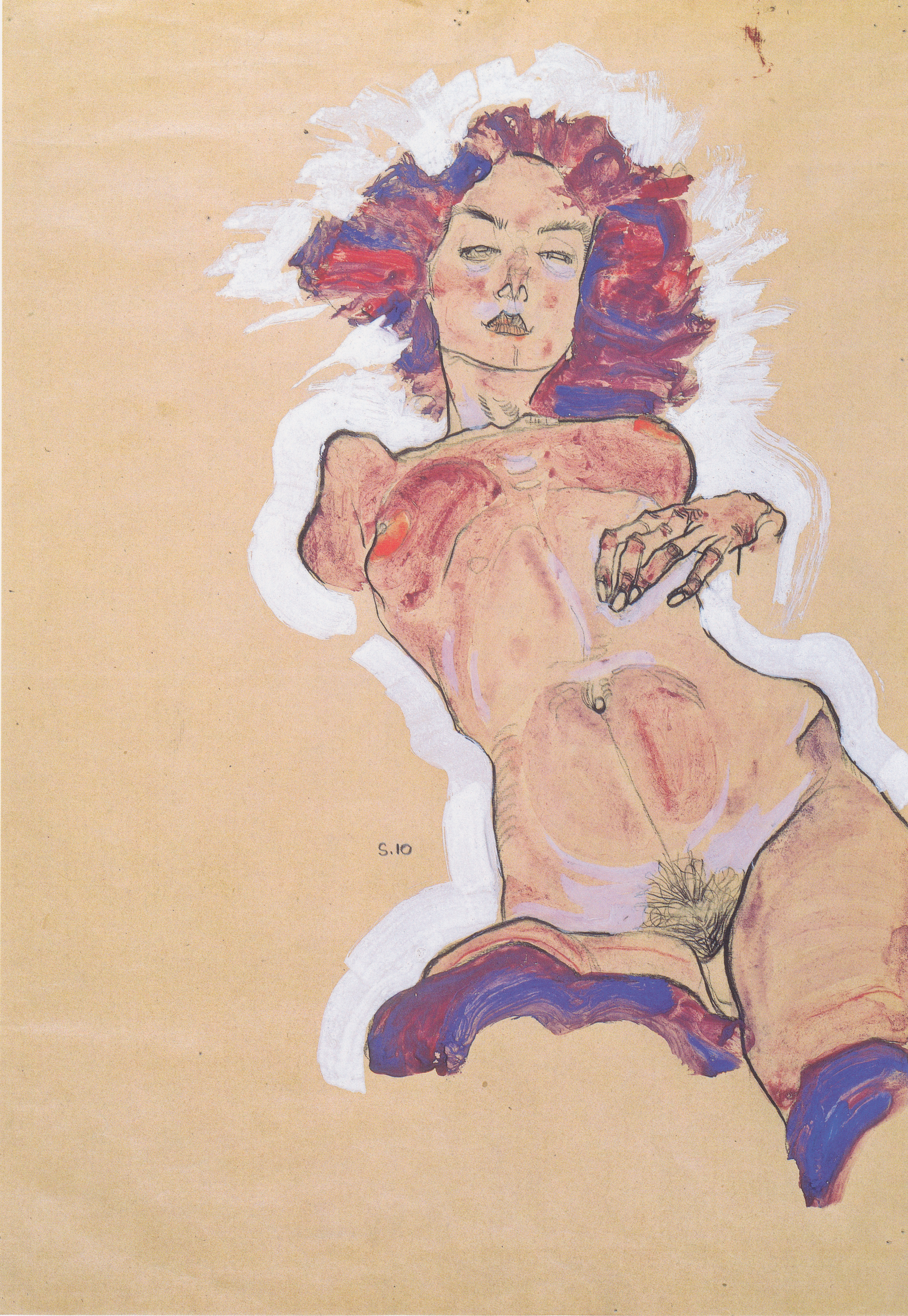
Egon Schiele, Nudo femminile (1910); gesso, pennello, acquerello, guazzo e matita su carta marrone, 44×30,5 cm, Albertina, Vienna

Anche Gustav Klimt avrà per Schiele una grande stima: si impegna ad aiutare l'amico, attraverso l'acquisto di disegni, procurandogli modelle, presentandolo ad alcuni ricchi mecenati, che gli assicurarono una certa tranquillità finanziaria già dai suoi esordi sulla scena artistica viennese e facendo sì che nel 1908 Schiele potesse tenere la sua prima mostra personale per la Wiener Werkstätte, nata nel 1903 ad opera dell'architetto Josef Hoffmann e il cui fondamento teorico risiede nell'idea di opera d'arte totale (Gesamtkunstwerk): l'arte che non rimane rinchiusa negli ambiti tradizionali, ma che influisce formalmente e spiritualmente sulla quotidianità.
In quelle prime opere esposte il suo stile, abbandonate le rigide regole dell'accademia, accenna già all'espressionismo, sebbene la vera e propria svolta avvenga non prima del 1910: accanto a ritratti di amici e autoritratti, viene rappresentata la fisicità del corpo attraverso un'aggressiva distorsione figurativa. In questo modo la sessualità diventa ossessione erotica che, accanto al tema della solitudine angosciosa e inquieta, assume un'altissima tensione emotiva. In modo simile a quello che negli stessi anni fanno Alfred Kubin e Oskar Kokoschka, lo spazio diventa una specie di vuoto che rappresenta la tragica dimensione esistenziale dell'uomo, in continuo conflitto tra la vita e la morte.
Schiele utilizza una linea tagliente e incisiva per esprimere la sua angoscia e per mostrare impietosamente il drammatico disfacimento fisico e morale. Il colore acquista un valore autonomo, non naturalistico, risultando particolarmente efficace nei moltissimi acquerelli e disegni di allucinata tensione. In molti trovarono troppo scioccanti i modi espliciti dei suoi lavori e ne denigrarono lo stile. La spiccata natura dei suoi dipinti e la sua morte prematura fanno assurgere Schiele a simbolo dell'artista incompreso, raffigurazione stereotipa di un artista frustrato e alienato da una società percepita come bigotta e ignorante.

Nel 1909 espone quattro delle sue opere alla Kunstschau, la mostra collettiva in cui esponevano gli artisti usciti dalla Secessione nel 1905: Munch, Matisse, Pierre Bonnard, Gauguin, Kokoschka, van Gogh. Il 1909 è un anno di nette cesure: ottiene il ritiro, da parte dello zio, della tutela, abbandona l'Accademia, fonda la Neukunstgruppe assieme ad alcuni suoi consentanei compagni di Accademia, si emancipa definitivamente dall'influsso di Klimt e, al raffinato erotismo dell'Art Nouveau, contrappone una rappresentazione della sessualità intesa come pulsione esistenziale profonda dell'uomo. Schiele stende anche un manifesto teorico del nuovo gruppo:

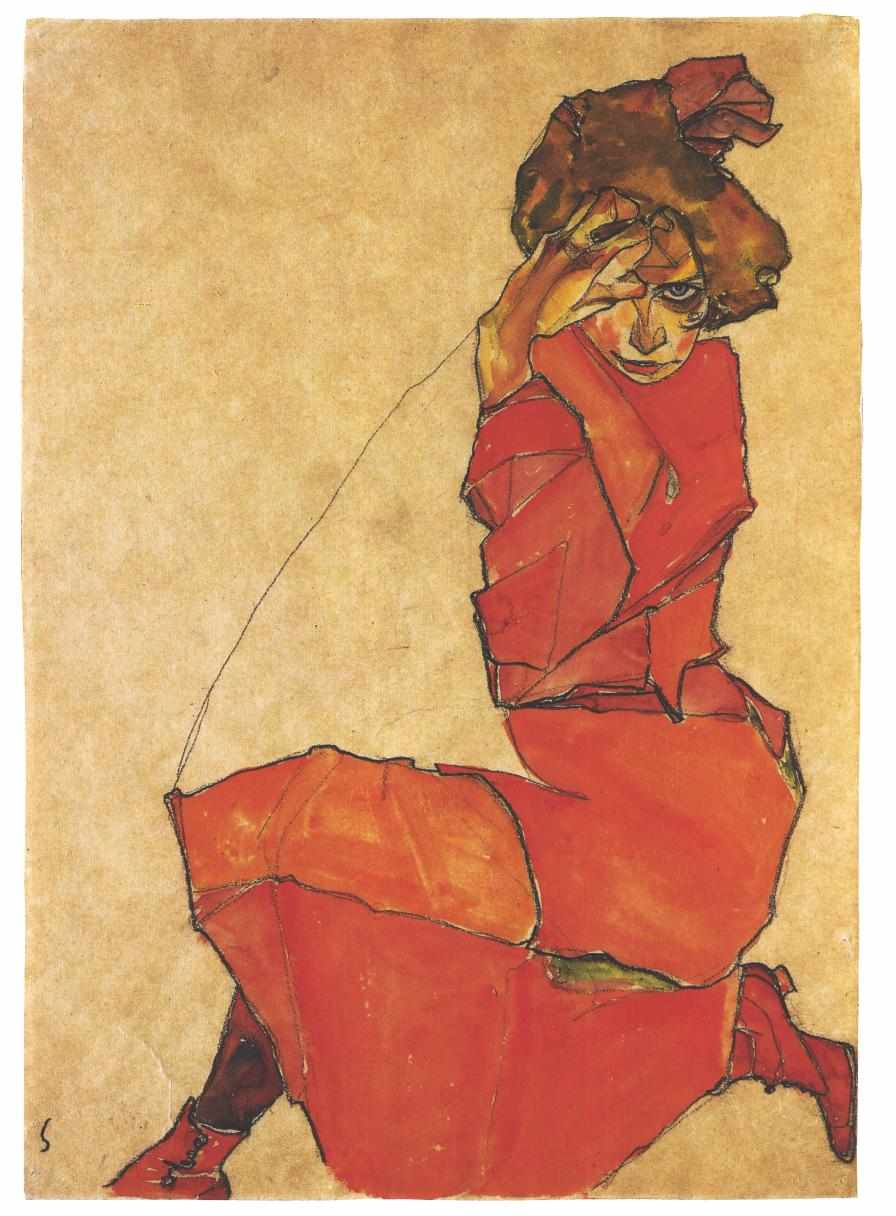
Egon Schiele, Donna inginocchiata con vestito rosso (1911)

La mostra organizzata al Salon Pisko riscuote un notevole successo di pubblico: anche l'arciduca Francesco Ferdinando è tra i visitatori, anche se i dipinti non furono di suo gradimento. Schiele rappresenta se stesso con inusuale frequenza, rompendo con la tradizione dello specchio come strumento essenziale nella ricerca dell'io, fissando nell'autoritratto non la propria identità sociale ed emotiva, quanto piuttosto l'estraneo, lo sconosciuto, il lato estraneo dell'io; i suoi autoritratti, con l'eccentricità delle pose e l'innaturalità dei gesti, producono un'immagine straniante e carica di tensione, dallo specchio nasce un doppio, dai tratti alterati e il cui corpo è torto e scavato.
Schiele mostra subito una passione per le figure femminili, soprattutto infantili. Le modelle preferite di Schiele sono donne cui era unito da un profondo legame personale. In gioventù e nei primi anni di attività artistica è soprattutto la sorella Gerti ad assumere questo ruolo; in lei Egon osserva nell'adolescenza lo sbocciare di un corpo di donna che gli si mostra semplicemente senza veli. In seguito, il legame sentimentale con Wally Neuzil farà di questa ragazzina, poco più grande di Gerti, la sua seconda modella. Wally ispira disegni intensamente erotici ed è la modella per alcune grandi figure simboliche. Ma ben presto dovrà lasciare il posto a quella che sarà anche sua moglie, Edith Harms.
Le raffigurazioni di bambini occupano un posto importante nell'opera di Schiele che trova i suoi modelli nei quartieri proletari. Frequentemente usa ospitare dei bambini nei suoi atelier e il suo interesse è rivolto particolarmente alle bambine che ritrae preferibilmente nude o semivestite, modelle alle soglie dell'adolescenza nei cui sguardi si percepiscono il timore del divenire adulte e l'incipiente risveglio della sessualità. Nello stesso periodo realizza anche ritratti di bambini, come quello del giovane Herbert Rainer, uno dei ritratti più realistici, probabilmente perché fu eseguito su commissione. Sino all'epoca della sua morte si dedica alla rappresentazione della natura, tutti i suoi paesaggi sono tesi all'espressione di stati d'animo, espressione simbolica di condizioni esistenziali, legate al declino e alla morte.

### Prigione
Fra il 1910 e il 1911 Egon trascorre lunghi periodi nella città di Böhmisch Krumau, nella Boemia del sud, dove affronta temi quali la città, i bambini, e torna a dedicarsi al paesaggio. Risalgono a questo periodo anche una serie di composizioni simboliche nelle quali prevale il tema della morte e, entusiasmato dalla lettura delle poesie di Rimbaud, si dedica egli stesso alla poesia. Nel 1911 Schiele incontra la diciassettenne Wally Neuzil, con la quale intreccia una relazione sentimentale e che gli fa da modella per alcune delle sue opere migliori.
Schiele e Wally decidono di lasciare Vienna per cercare ispirazione in campagna. Dapprima si stabiliscono nella piccola città boema di Krumau, la città natale della madre di Schiele, ma gli abitanti del posto li costringono dopo breve tempo alla partenza, disapprovando fortemente il loro stile di vita, sia perché non sono sposati, sia per il sospetto andirivieni di bambini a casa loro. Si recano allora nel paesino di Neulengbach, non lontano da Vienna. Nel 1912 Schiele è accusato da un certo Von Mosig, ufficiale della marina in pensione, di aver sedotto sua figlia Tatjana Georgette Anna, non ancora quattordicenne.
(Egon Schiele, Diario dal carcere, 19 aprile 1912)

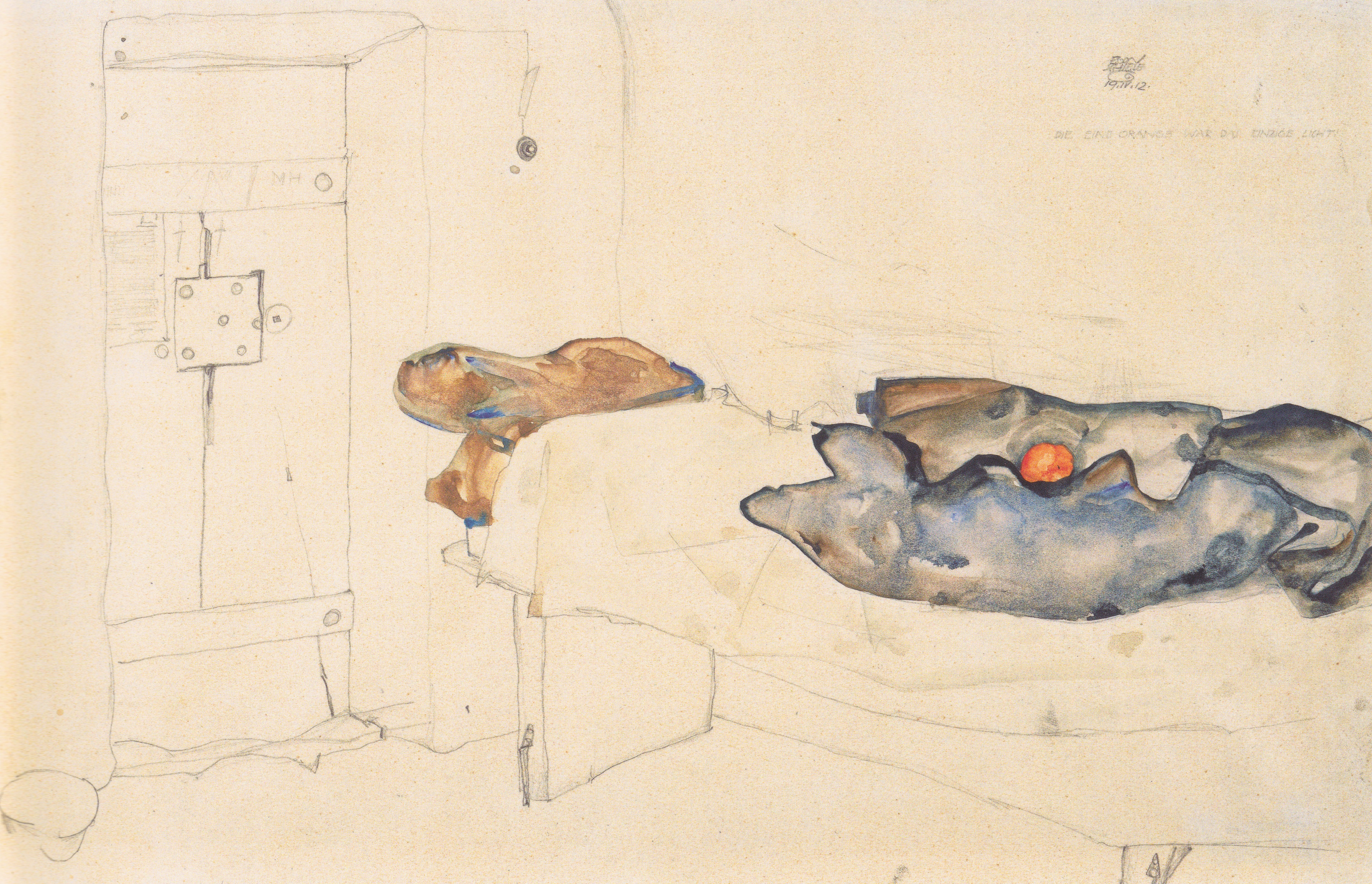
Egon Schiele, Quell'arancia è stata l'unica luce, 1912. Scrive Schiele di questo quadro:

Schiele viene così rinchiuso in prigione per un breve periodo, con l'accusa di avere traviato la minorenne, di aver avuto rapporti con lei, nonché di averla rapita. Alla fine del processo, è ritenuto colpevole soltanto di aver esibito le sue opere, considerate pornografiche dall'autorità. Tuttavia i giorni trascorsi in cella si trasformano in un'esperienza traumatica e il processo si rivela pieno di rischi: in caso di condanna gli sarebbero toccati lunghi anni di segregazione.
Schiele narra la vicenda in questi termini:
(Egon Schiele, Diario dal carcere, 18 aprile 1912)
Tuttavia, deluso da questa esperienza, Schiele decide di tornare a Vienna. Grazie al suo amico Klimt, riesce in breve tempo a ottenere diverse commissioni, tornando alla ribalta sulla scena artistica austriaca e partecipando a molte mostre internazionali. Le sue opere del periodo sono numerose, per la maggior parte autoritratti e ritratti. Le figure sono solitamente nude, in pose insolite che tendono a sfociare nella caricatura; la figura tormentata richiama sia la morte che l'erotismo. Il disegno è molto netto con un tratto spesso e marcato, energico e sicuro, a volte persino violento. Queste opere cercano di provocare lo spettatore per suscitare un certo malessere. Il 1913 è per Schiele un anno di successo artistico e di soddisfazioni economiche, nel quale intraprende molti viaggi ed espone in numerose occasioni.
Il Diario dal carcere o Diario o Diario di Neulengbach venne pubblicato per la prima volta nel 1922, a cura di Arthur Roessler. Il manoscritto originale non è mai stato trovato. Per molto tempo l'autenticità del testo non è stata messa in discussione, tuttavia si tratta di un falso, realizzato da Roessler sulla base di brevi annotazioni, lettere e, presumibilmente, del racconto del pittore.

### Matrimonio

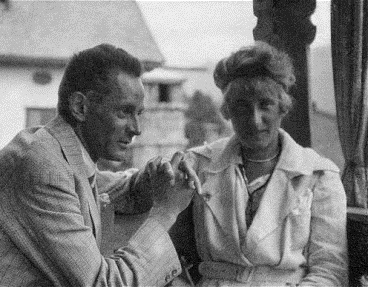
Egon ed Edith Schiele nell'estate del 1918

Nel 1914 la terza e ultima importante modella della sua vita, Edith Harms, figlia di un fabbro, pone come condizione per divenire sua moglie l'essere l'unica sua musa ispiratrice ed esige l'interruzione del rapporto con Wally. Schiele lascia allora quest'ultima, che morirà in seguito al fronte come crocerossina, e sposa Edith. Il matrimonio gli dona una serenità che muta la sua ispirazione: una composta forza emerge dai dipinti di questa nuova fase, in parte anche per l'influenza delle opere monumentali di Ferdinand Hodler.

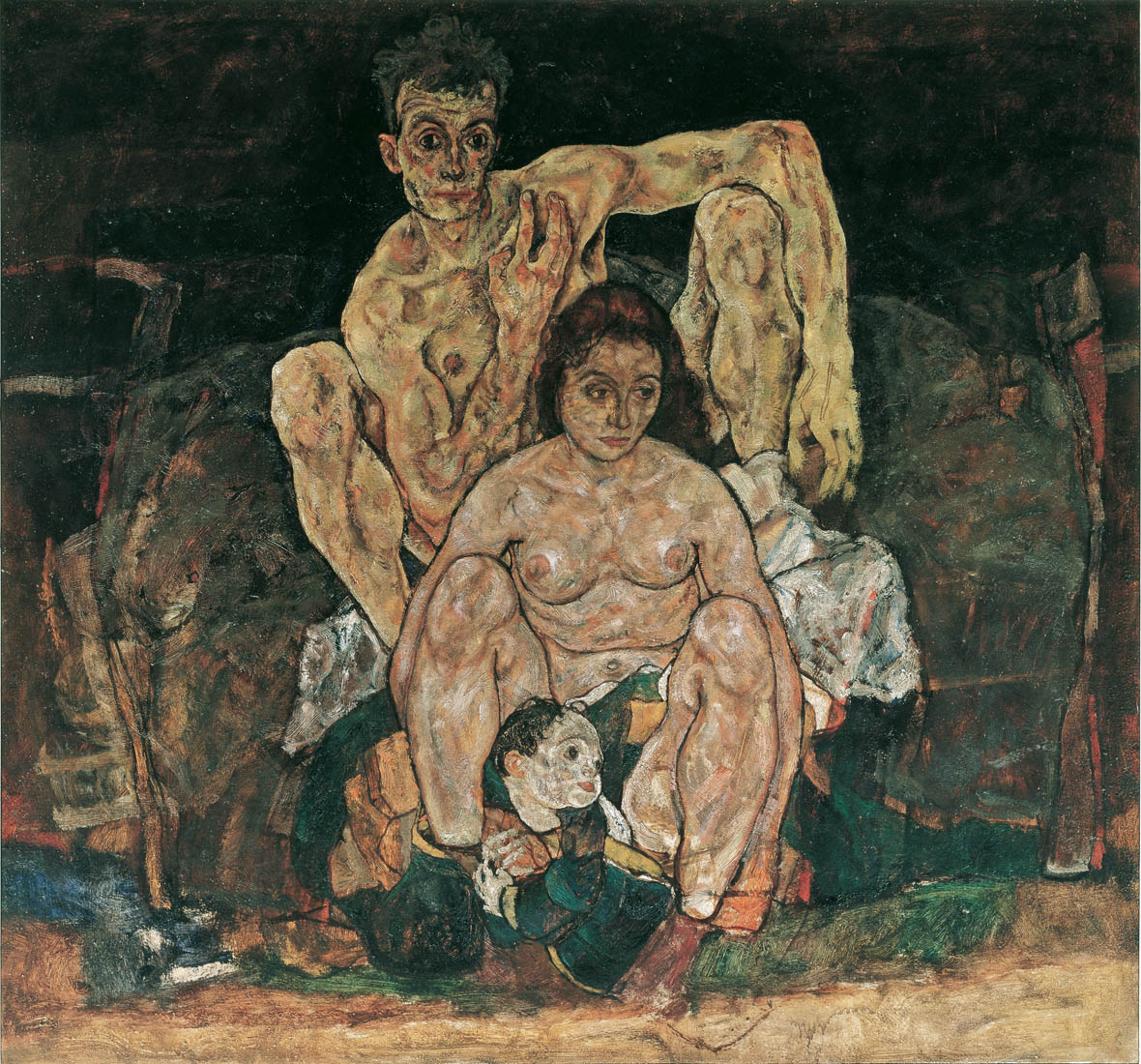
Egon Schiele, La famiglia (1918), Museo Österreichische Galerie Belvedere di Vienna.

Proprio quando nel 1914 la sua fama artistica si va affermando, scoppia la prima guerra mondiale: sarà la fine di un'epoca, con il crollo definitivo dell'impero asburgico; Schiele raffigurerà questo imminente crollo nel Mulino, dove una fragile struttura di legno è distrutta dalla crescente forza dell'acqua che distrugge e spazza. Nel 1915 è chiamato alle armi e, grazie a superiori comprensivi e amanti dell'arte, può continuare a dipingere. In questo periodo realizza ritratti di ufficiali russi e disegni di interni; le opere mostrano una trasformazione della concezione artistica di Schiele: l'espressivo gesto pittorico è segnato da un chiaro ritorno alla rappresentazione naturalistica.

### Morte

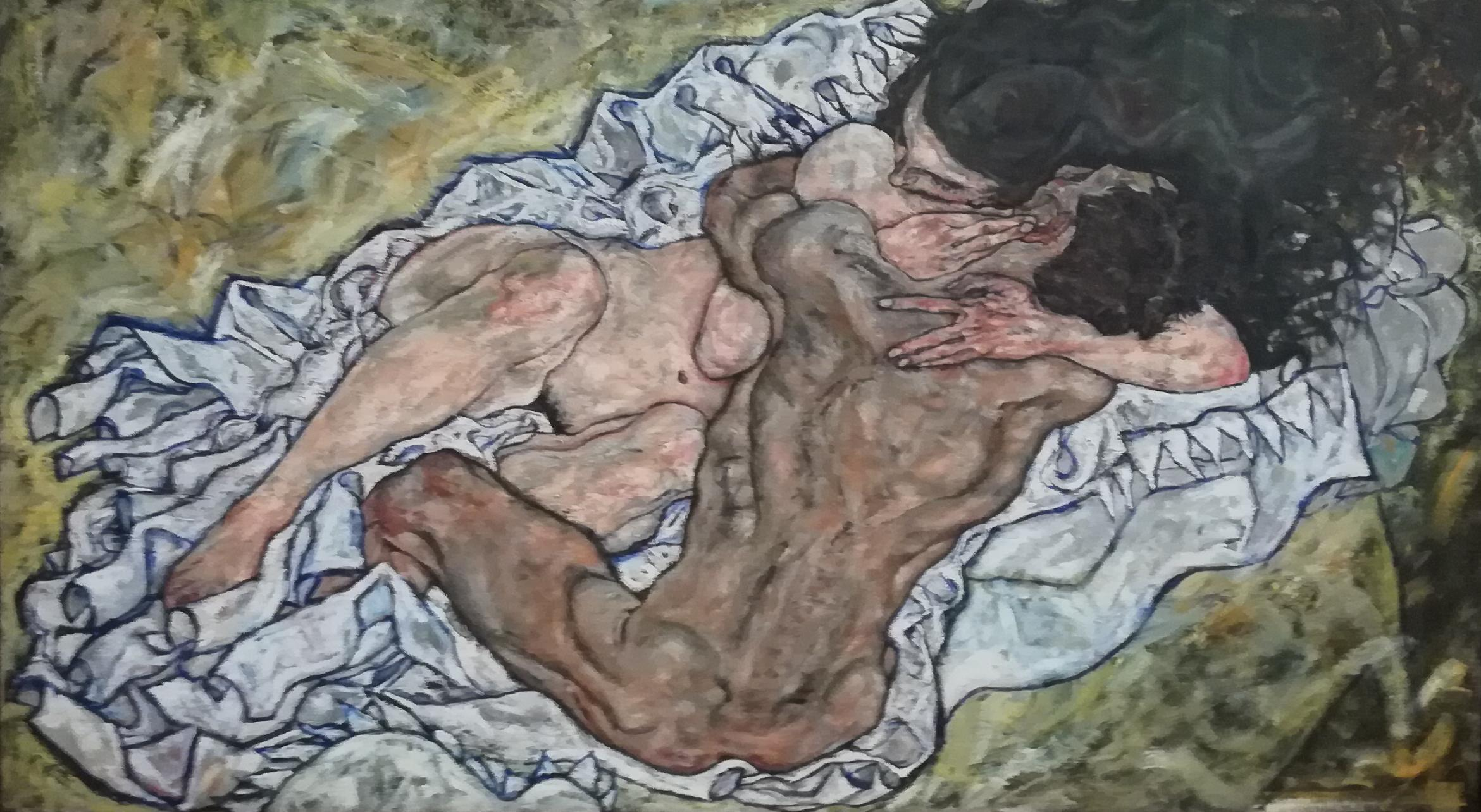
Egon Schiele, L'abbraccio, Museo Österreichische Galerie Belvedere di Vienna.

Un definitivo trasferimento lo conduce, nell'aprile del 1918, al museo militare di Vienna, anno in cui un mutamento di stile gli frutta fama e riconoscimenti; inoltre partecipa con successo alla quarantanovesima mostra della Secessione viennese; nello stesso anno, tiene esposizioni di successo a Zurigo, Praga e Dresda. La stabilità di questo periodo si rispecchia in alcune opere quali La famiglia, dove si scorge un tentativo di riunione delle componenti figurative e del dipinto stesso, che però non riesce a essere definitivo.

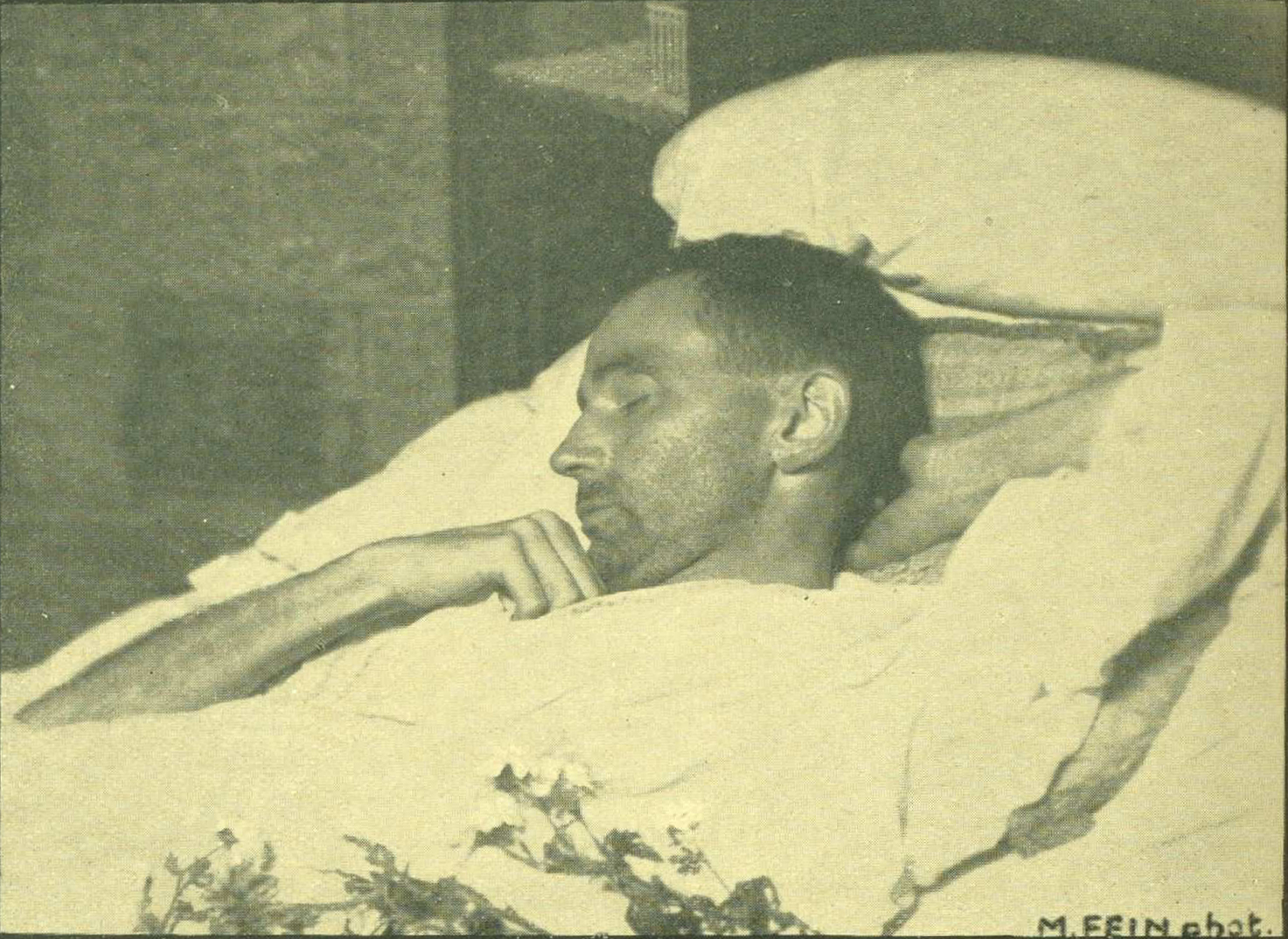
Fotografia post mortem di Egon Schiele

Nell'autunno del 1918 l'epidemia di influenza spagnola, che provocò più di venti milioni di morti in Europa, raggiunge Vienna. Edith, incinta di sei mesi, contrae la malattia e muore il 28 ottobre. Durante l'agonia della moglie Schiele la ritrae più volte. Egon non scampa al contagio e tre giorni dopo, il 31 ottobre, muore a 28 anni.

## Caratteristiche tecnico-artistiche
(Diario dal carcere, 22 aprile 1912)

L'attenzione artistica di Egon Schiele è concentrata essenzialmente sulla figura umana, in particolare su quella femminile, che rappresenta con una vasta e varia gamma espressiva:
- nudi asciutti e taglienti;

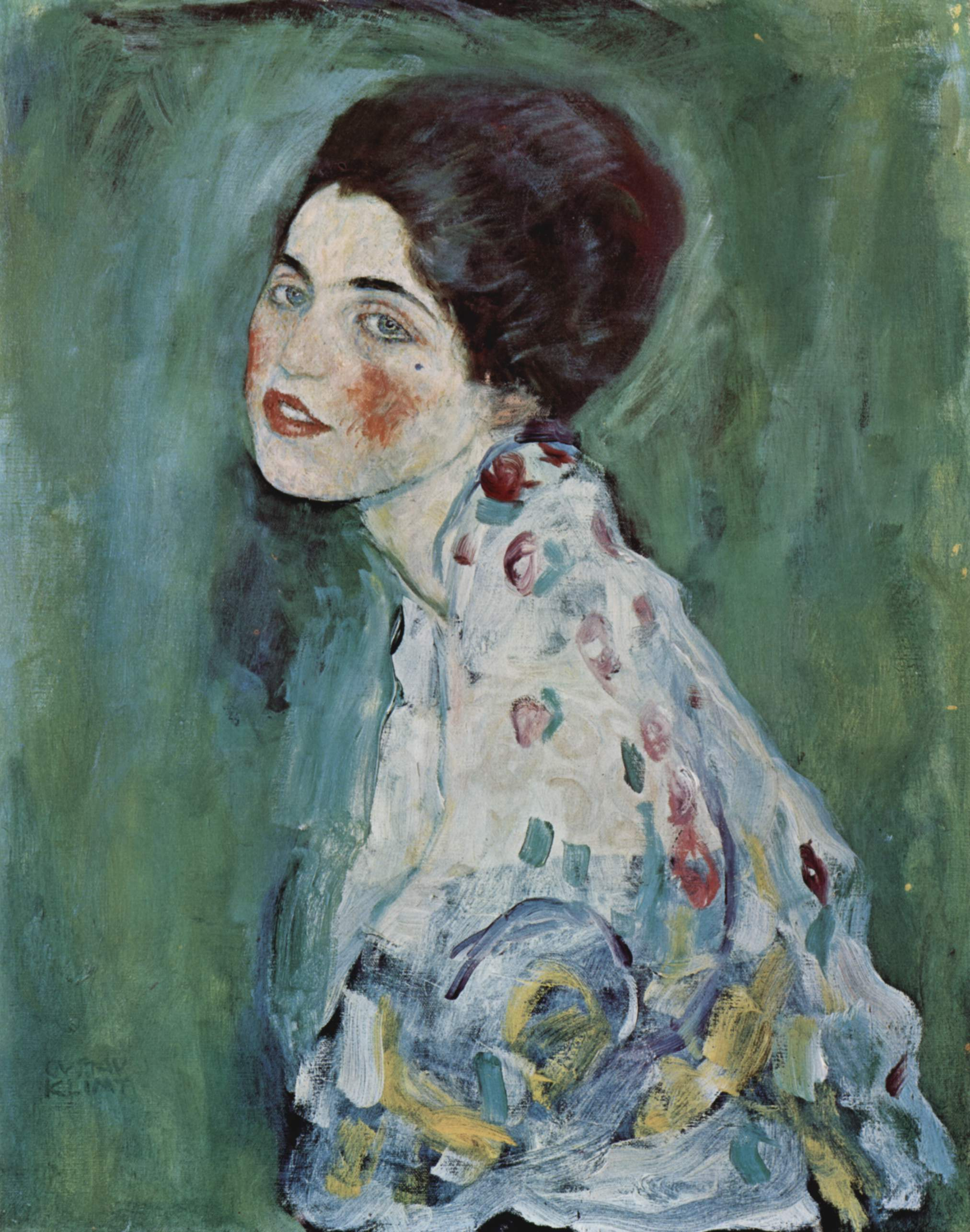
Gustav Klimt, Ritratto di dama (1916-1917); olio su tela, 60×55 cm, Galleria Ricci Oddi, Piacenza

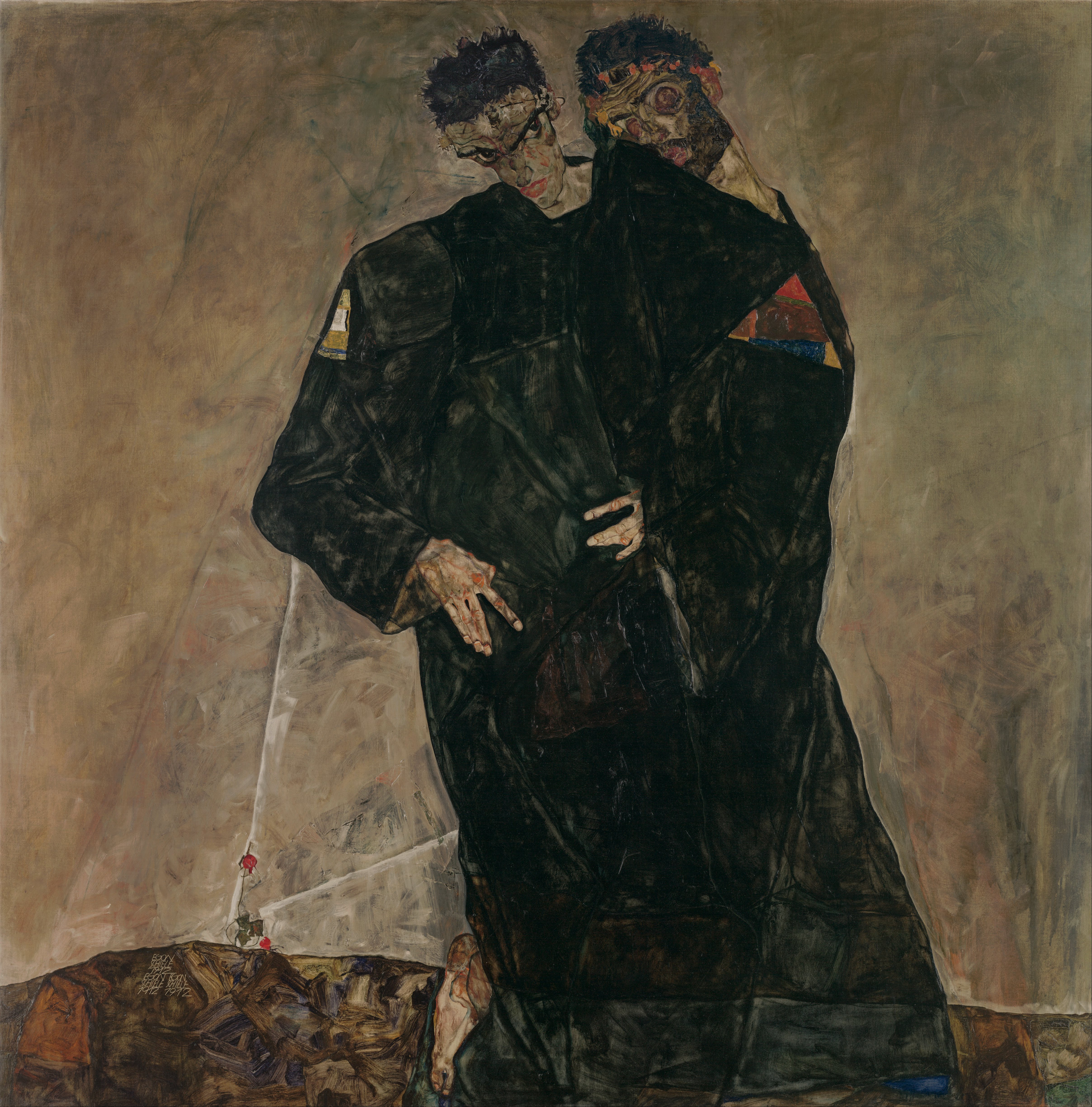
Egon Schiele, Gli eremiti, 1912, olio su tela, 181x181cm, Leopold Museum, Vienna

- donne intense, altere, sicure di sé;
- ritratti e autoritratti di un profondo spessore psicologico;
- coppie avvinte in erotici abbracci.

Una dolce, inquietante ossessione s'insinua tra corpo e mente scuotendo con energica virulenza tutta la breve vita di Egon Schiele. Una contaminazione artistica, questa, che vuole evidenziare il tratto forte e sensuale di uno degli artisti più rappresentativi dell'Espressionismo: il suo interesse per il corpo. Schiele viene influenzato dal linguaggio prezioso e raffinato di Gustav Klimt, ma la sua pittura è un viaggio nell'introspezione psicologica. In rossi sanguinei, bruni tenebrosi, pallidi gialli e lugubri neri egli tenta di dipingere il pathos direttamente in paesaggi malinconici, con alberi avvizziti, così come in disperate immagini di madri e figli addolorati. I suoi sono segni che mettono a nudo l'inconscio, assumendo una profondità dai contorni emozionali molto più marcati.

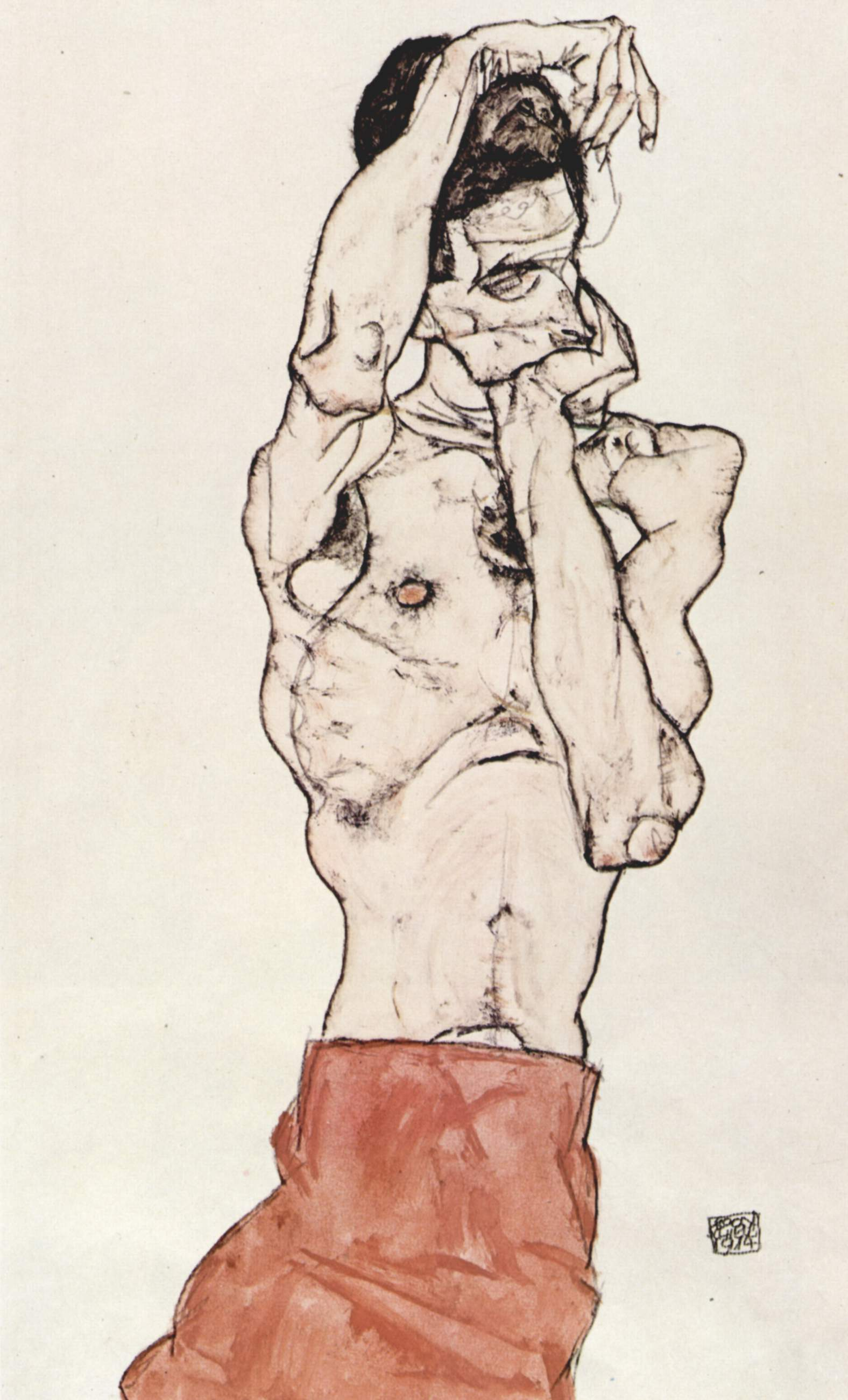
Egon Schiele, Nudo maschile con fascia rossa che cinge i fianchi, acquarello, 1914, Grafische Sammlung Albertina, Vienna

Sono segni che, caratterizzati da una linea nervosa, quasi nevrastenica, prendono corpo sulla tela in una dissonanza armonica che nega l'estetica e rompe gli schemi tradizionali. L'Io dell'artista emerge, contorce la materia e si ferma nello sguardo allucinato e nelle mani contorte. Mani dove le linee sembrano denunciare il dolore, la sofferenza, la malinconia di un'anima alla deriva. Schiele descrive i meandri della sua mente, il cupo tormento e il trauma angosciante per la perdita prematura del padre, morto di sifilide. Un evento, questo, che segna in modo indelebile anche il suo rapporto con le donne e con l'erotismo. Compaiono sulle tele corpi femminili terribilmente provocanti, in pose, spesso assurde, verticali per confondere la spazialità.
L'artista introduce una tensione erotica esistenziale e psicologica per diffondere un messaggio di critica sociale contro la falsità borghese. Più che una liberazione dal sé, quest'arte attesta un conflitto all'interno del soggetto individuale nei confronti delle sue discusse autorità, l'accademia e lo Stato. Su una superficie ruvida e scabra, Schiele mostra senza falsi pudori, un erotismo scevro di moralismi e senza gioia, dove protagoniste sono fanciulle dal volto infantile e dall'atteggiamento deliberatamente impudico, donne dominate da una sessualità disinibita e urlata nel silenzio della loro anima. Guardandosi intorno, Schiele non può che rimanere affascinato da van Gogh e con il suo personalissimo carisma cromatico, pesante e deciso, gli rende omaggio con La Stanza in Neulengbach, che si ispira alla Stanza gialla. Reinterpreta anche i Girasoli, in due versioni; colpiscono i colori spenti, coi petali che perdono consistenza e acquistano la decadente, tragica forza del vero.
Egon Schiele rivendica l'importanza della esperienza interiore e delle sue manifestazioni più o meno violente.
Scava nei propri personaggi per metterne a nudo la loro anima (spesso Egon Schiele proietta le sue inquietudini nelle figure). Egon Schiele è un abile disegnatore, dal tratto nitido, rapido e secco, senza ripensamenti; non concede spazio al decorativismo o al compiacimento estetico delle sue opere. Le opere di Egon Schiele hanno tutte un impatto forte e violento sull'osservatore, che assume quasi una posizione di interprete psicoanalitico; esse trasudano di voglia di ribellione e provocazione, così come di angoscia esistenziale.
Schiele sonda, nelle figure angosciate prive di riferimento storico e contesto sociale, le "pulsioni represse"; egli indaga il voyeurismo e l'esibizionismo, una coppia freudiana di piaceri perversi. Spesso, nelle sue opere, fissa così intensamente -lo specchio, noi- che la differenza tra il suo sguardo e il nostro minaccia di dissolversi ed egli sembra diventare l'unico osservatore, il solitario voyeur della propria esibizione. Ma per lo più non sembra tanto provocatoriamente orgoglioso della propria immagine, quanto piuttosto pateticamente esposto nel suo stato rovinoso. Ormai esaurita la sua funzione di ideale classico (il nudo accademico) e di tipo sociale (il ritratto di genere), la figura diventa quasi una cifra di disturbo psicosessuale.
Nella fase finale della sua vita il tratto si fa più nervoso e raggiunge la massima libertà espressiva realizzando molti paesaggi soprattutto delle cittadine di Krumau e Neulengbach. Lavori in cui è sempre presente un costante senso drammatico e una visione della realtà sofferta e meditata nell'interiorità. L'arte di Schiele ci consente, quindi, di perderci nell'infinito esistenziale e ritrovarci a tu per tu con il senso della vita, che sfugge a ogni ordine e si ferma nel magma emozionale di una macchia di colore.

## Le collezioni

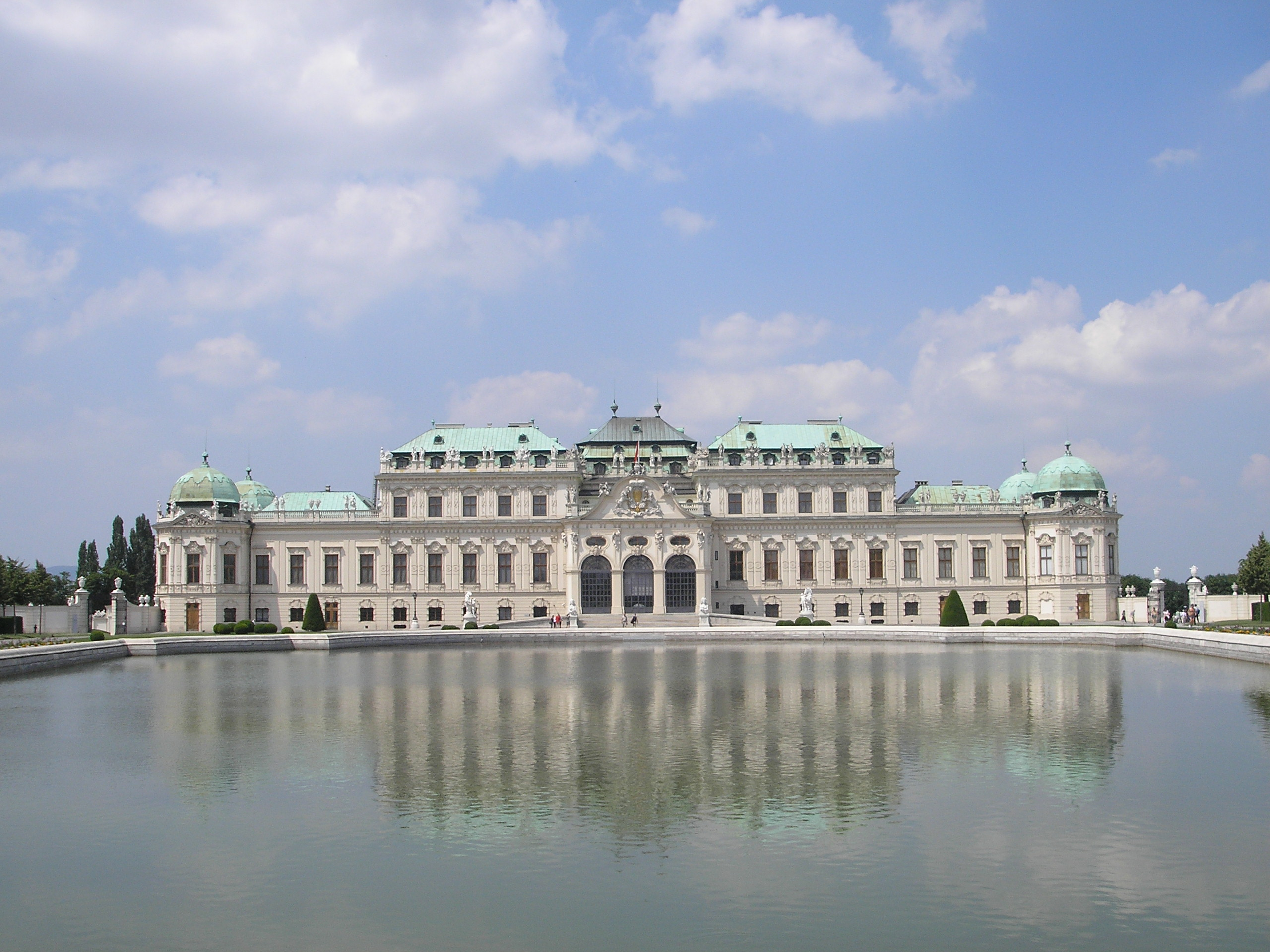
Vienna, Belvedere

I maggiori capolavori di Schiele sono ospitati principalmente a Vienna: la Österreichische Galerie Belvedere conserva, ad esempio, La famiglia, Ritratto dell'editore Eduard Kosmack, Gli amanti, La morte e la follia e molti ritratti tra i più famosi, che possono essere ammirati assieme ai dipinti di Klimt (tra i più importanti Il bacio, Giuditta I, Ritratto di Frieza Riedler) e Kokoschka. La maggior parte delle opere di Schiele sono ospitate al Leopold Museum di Vienna tra cui Donna distesa e tante altre.
Sempre a Vienna, il Leopold Museum, aperto nel 2001, è la più grande collezione di arte austriaca, e preserva opere di pittori quali Egon Schiele, Gustav Klimt, Oskar Kokoschka e Richard Gerstl. Contiene la più vasta collezione al mondo di opere di Schiele. Dal 24 febbraio al 6 giugno 2010 si è tenuta a Milano, presso Palazzo Reale, la mostra Schiele e il suo tempo, ospitante 40 significative opere del pittore di Tulln con particolare attenzione alle sue sperimentazioni fotografiche e alcuni sguardi alla Vienna di inizio secolo.

## Opere

### Dal 1900 al 1909
- Autoritratto da sinistra (1906)
- Foresta di Auwald in inverno (1907)
- Autoritratto verso destra (1907)
- Porto di Trieste (1907)
- Interno dell'appartamento di Leopold e Marie Czihaczek (1907)
- Ritratto di Leopold Czihaczek (1907)
- Villaggio con paesaggio montano (1907)
- Paesaggio dell'Austria meridionale (1907)
- Fiori stilizzati su sfondo decorativo (1908)
- Giovane nudo disteso su una coperta decorata (1908)
- Alberi spogli, case ed edicola votiva (1908)
- Ragazza in piedi con drappo a quadri (1908)
- Ritratto del pittore Anton Peschka (1909)
- Albero autunnale con fucsie (1909)
- Danea (1909)

### Dal 1910 al 1919
- Autoritratto con camicia a righe (1910)
- Autoritratto con camicia (1910)
- Ragazza con capelli ricci arancioni (1910)
- Donna inginocchiata con abito rosso-arancione (1910)
- Nudo di ragazza (1910)
- Ritratto dell'editore Eduard Kosmack (1910)
- Muro e casa davanti a un pendio con steccato (1911)
- La danzatrice Moa (1911)
- Ragazza in piedi con abito blu (1911)
- Autoritratto (1911)
- Stanza di Schiele (1911)
- Girasoli (1911)
- Autoritratto con alchechengi (1912)
- Nudo femminile inginocchiato con le braccia sollevate (1912)
- Albero d'autunno II (1912)
- Donna in lutto (1912)
- Il cardinale e la monaca (1912)
- Gli eremiti (1912)
- Donna distesa con giarrettiere rosse (1913)
- Madre e figlia (1913)
- Conversione (mai ultimato e successivamente smembrato, 1913)
- Nudo femminile con scialle visto di schiena (frammento di Conversione, 1913)
- La piccola città III (1913-14)
- Natura morta (1914)
- Madre cieca (1914)
- Periferia I (1914)
- Donna accovacciata con foulard verde (1914)
- Nudo femminile seduto con giacca e fascia per capelli blu (1914)
- Nudo femminile con cuffia verde (1914)
- Girasoli (1914)
- Nudo femminile seduto di schiena con drappo rosso (1914)
- Nudo femminile con gamba destra alzata (1915)
- Autoritratto (1915)
- Coppia seduta (1915)
- Donne recline (1915)
- La morte e la fanciulla (1915)
- Passaggio dalla vita alla morte (1915)
- Ritratto della moglie (1917)
- Ragazza inginocchiata appoggiata sui gomiti (1917)
- Nudo femminile inginocchiato (1917)
- Donna distesa (1917)
- L'abbraccio (1917)
- Periferie (1917)
- "Quattro alberi" (1917)
- Nudo femminile accovacciato con testa reclinata (1918)
- La famiglia (1918)
- Due donne accovacciate (1918)

## Galleria d'immagini

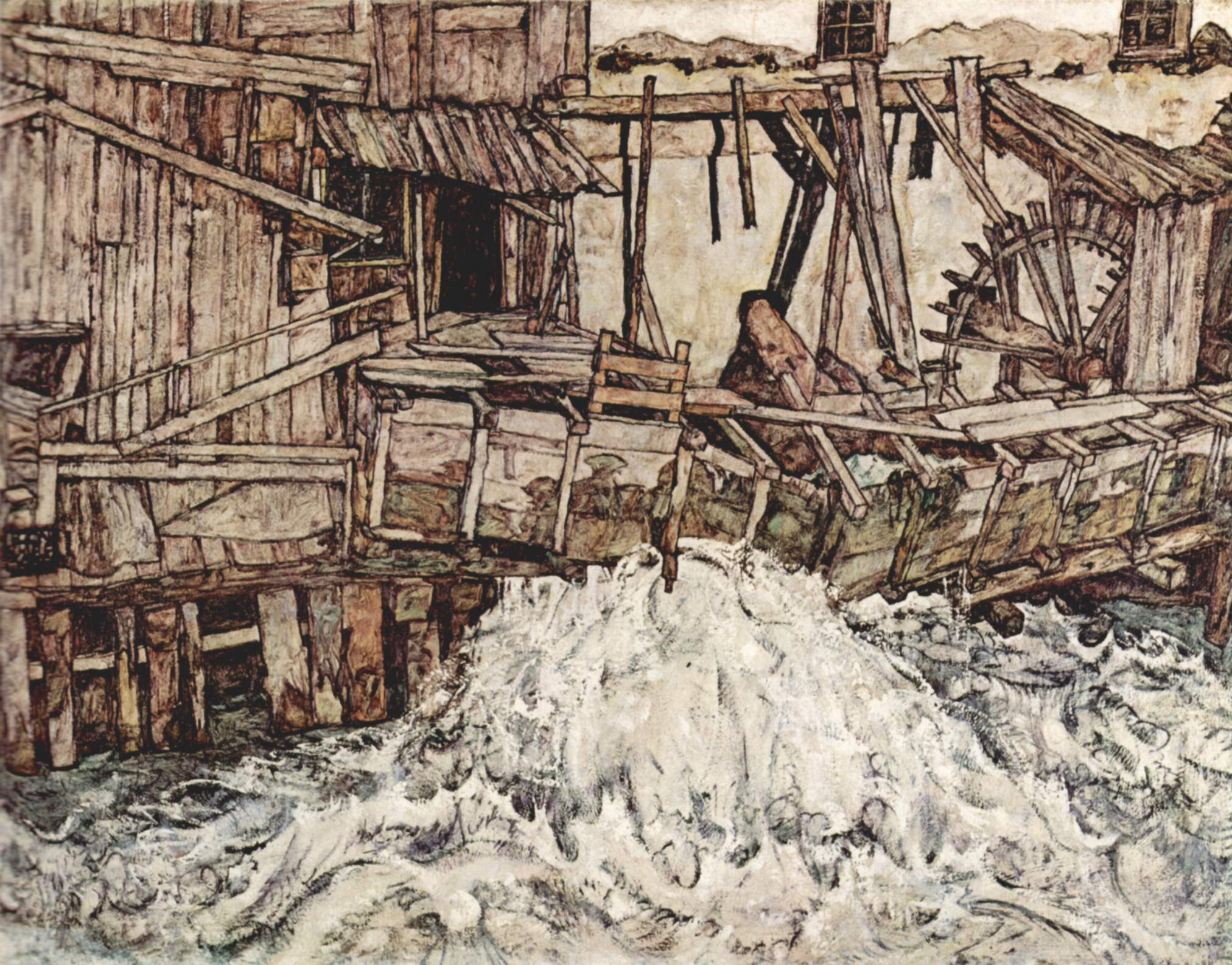
Il mulino
Agonia
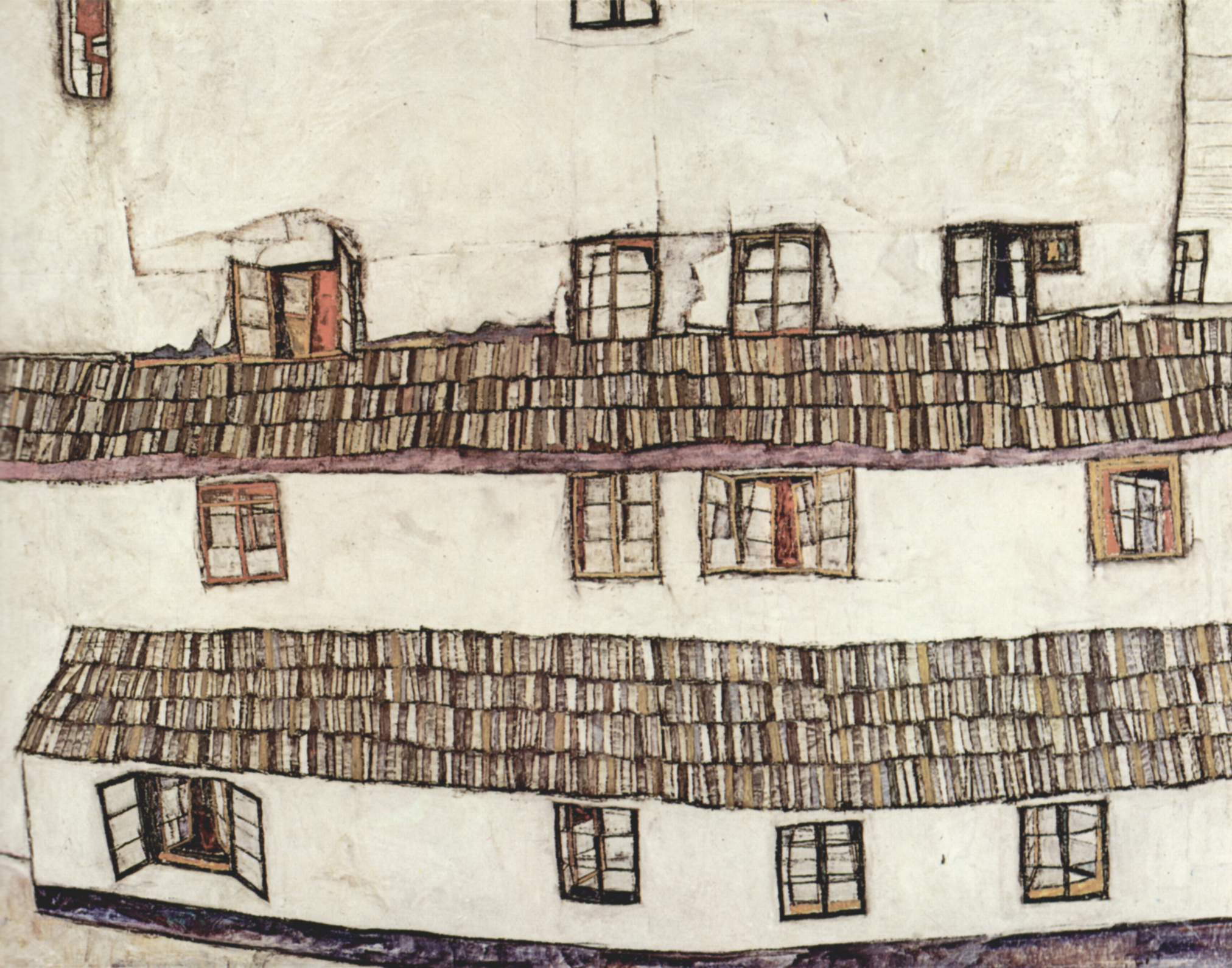
Finestre
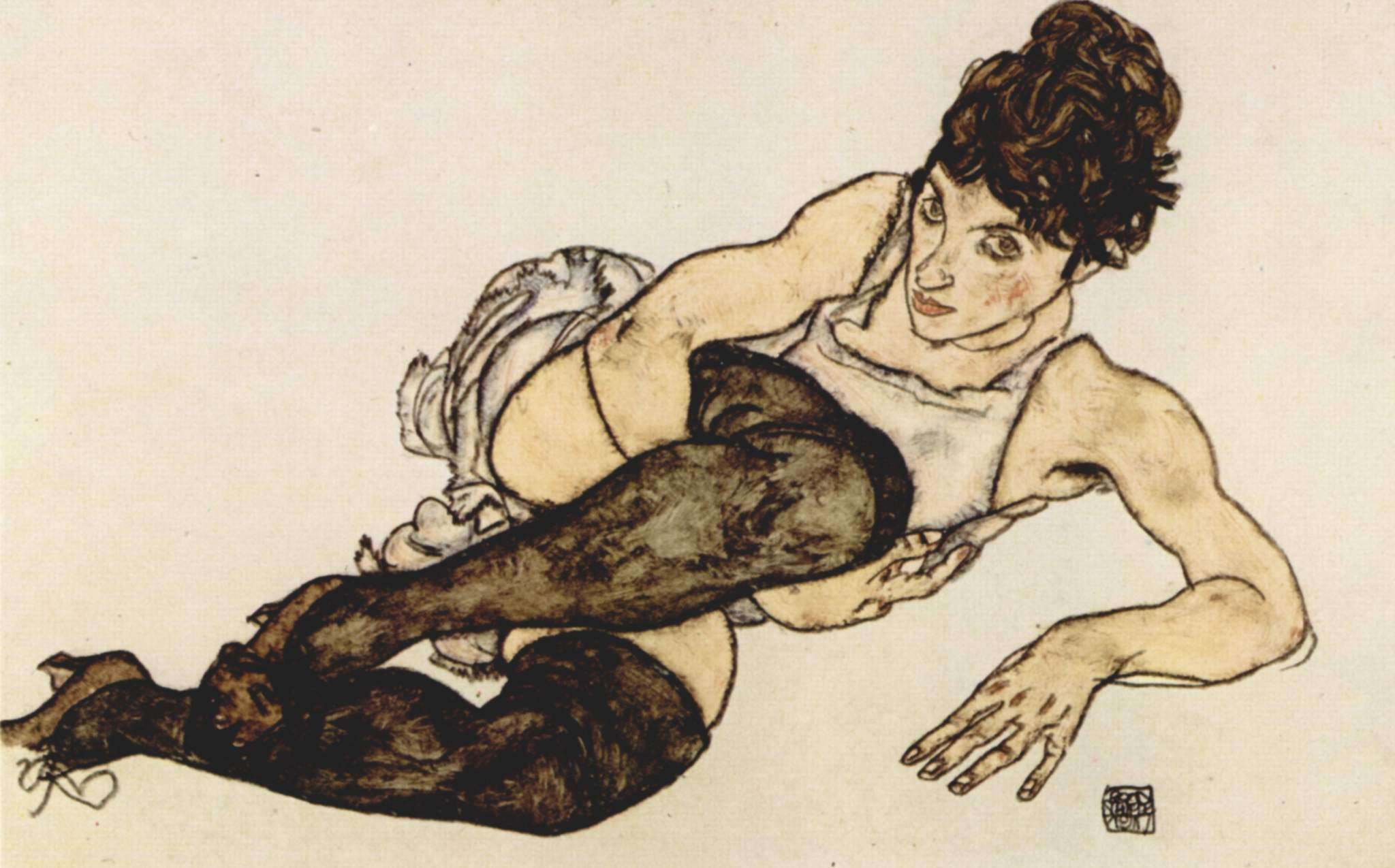
Ragazza con calze grigie
Madre con due bambini
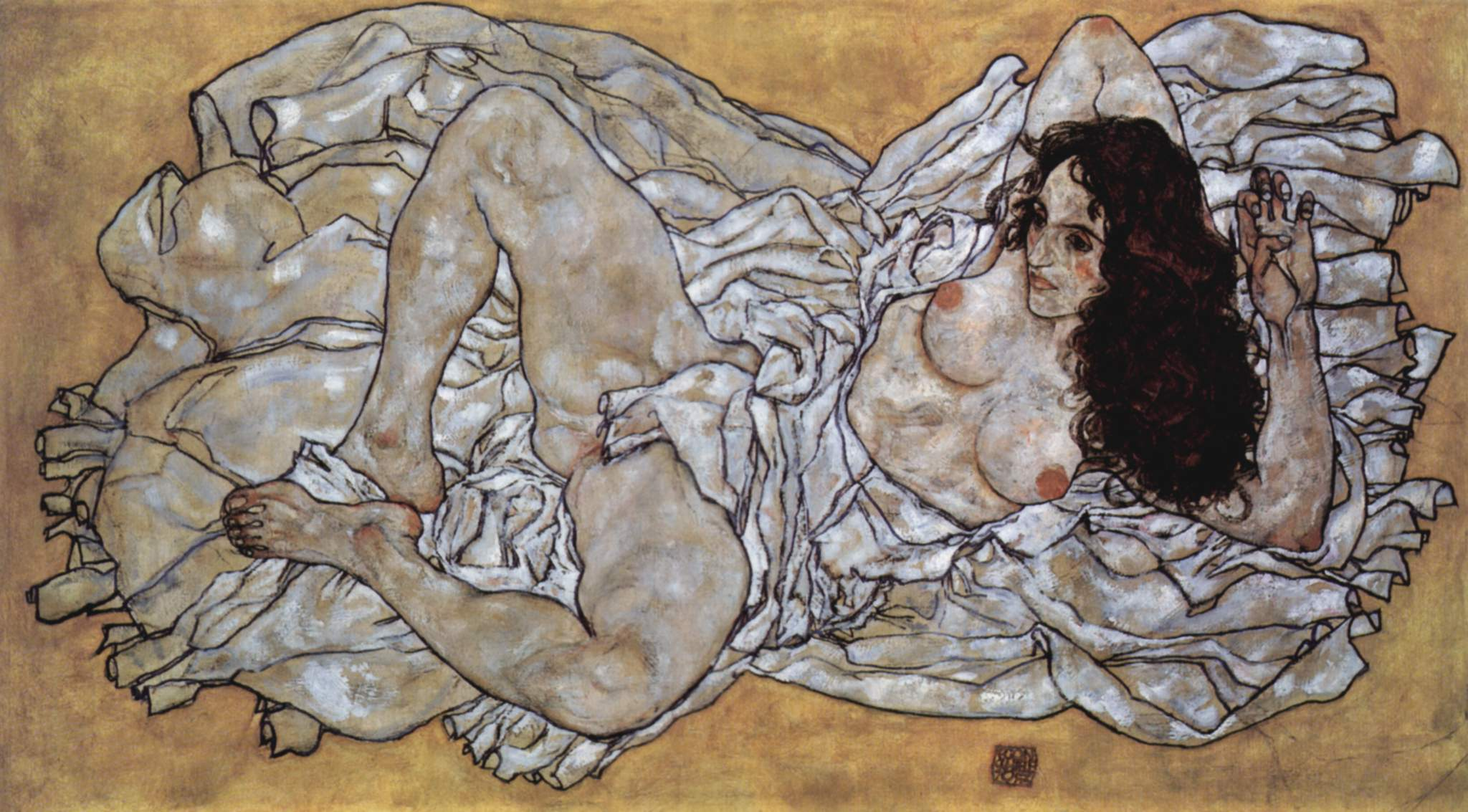
Donna distesa
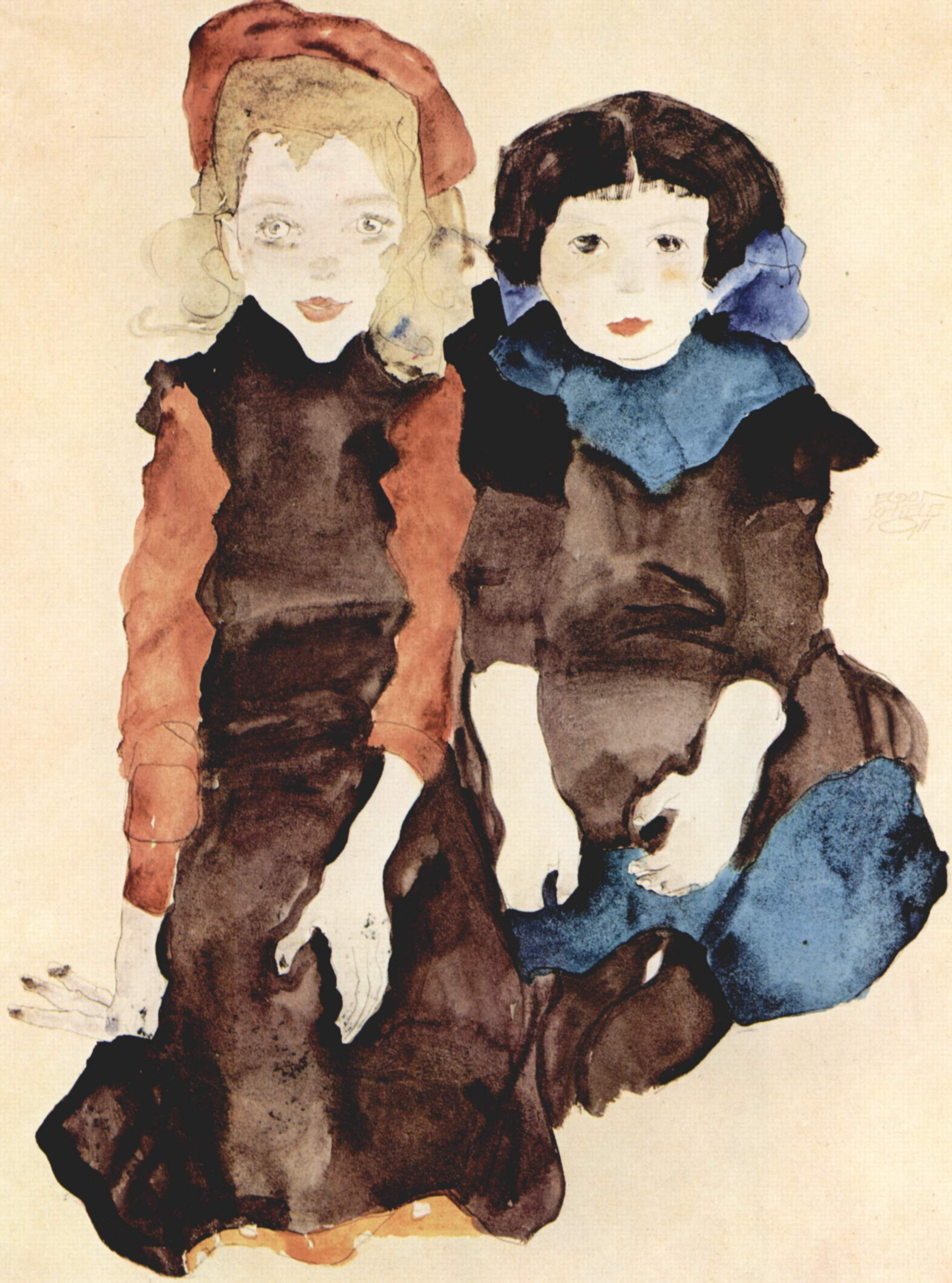
Bambine
Madre defunta
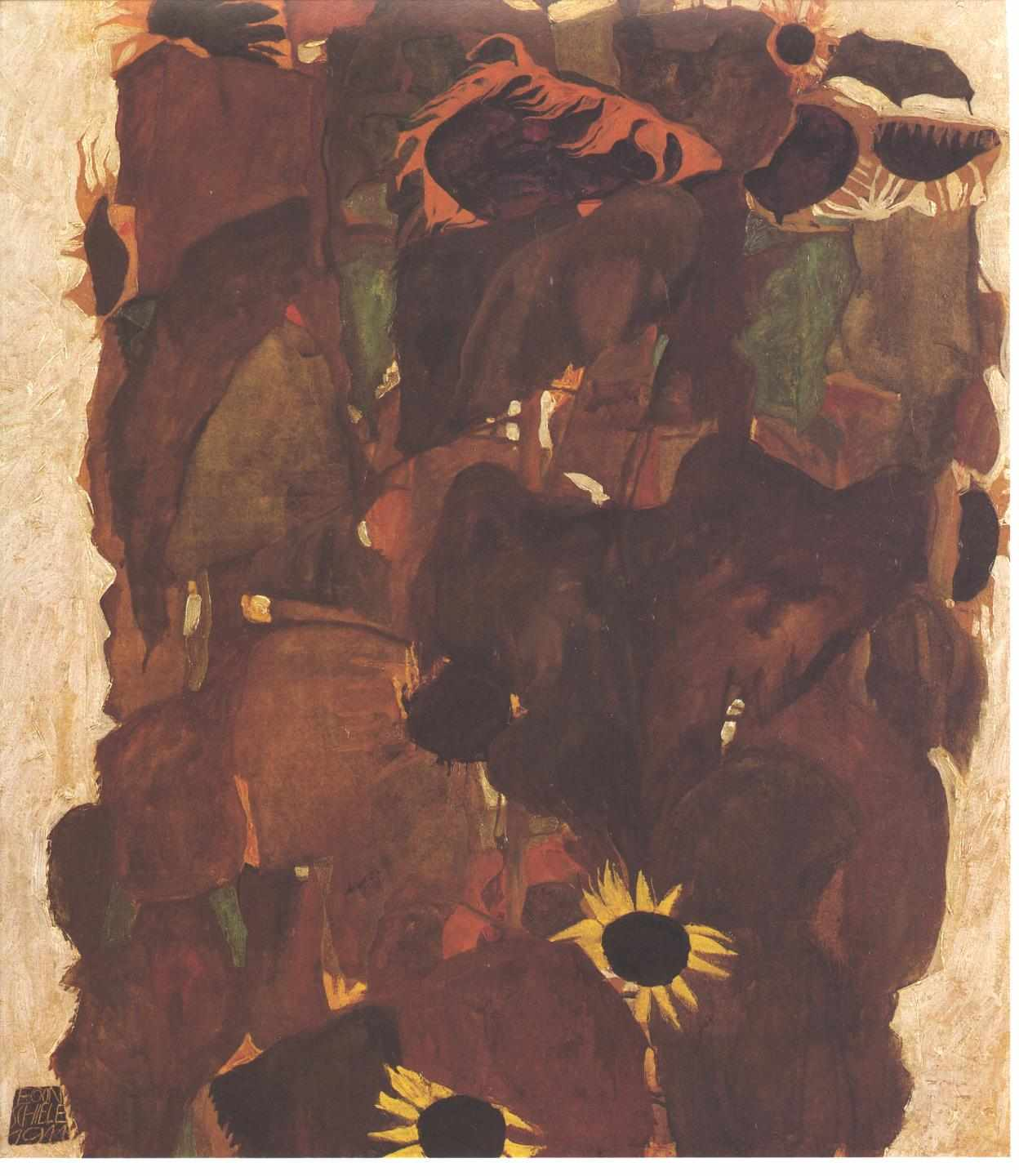
Girasoli (1911)
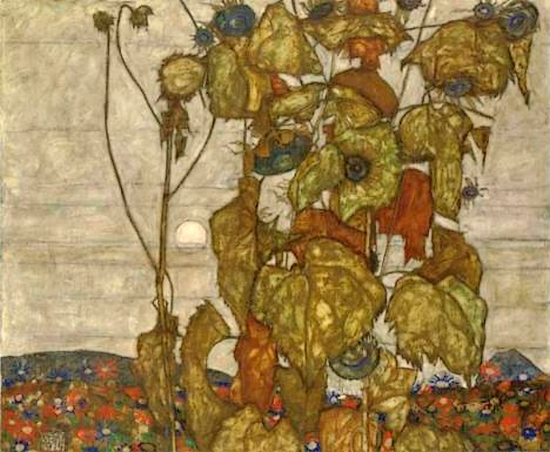
Girasoli (1914)
Autoritratto con testa abbassata
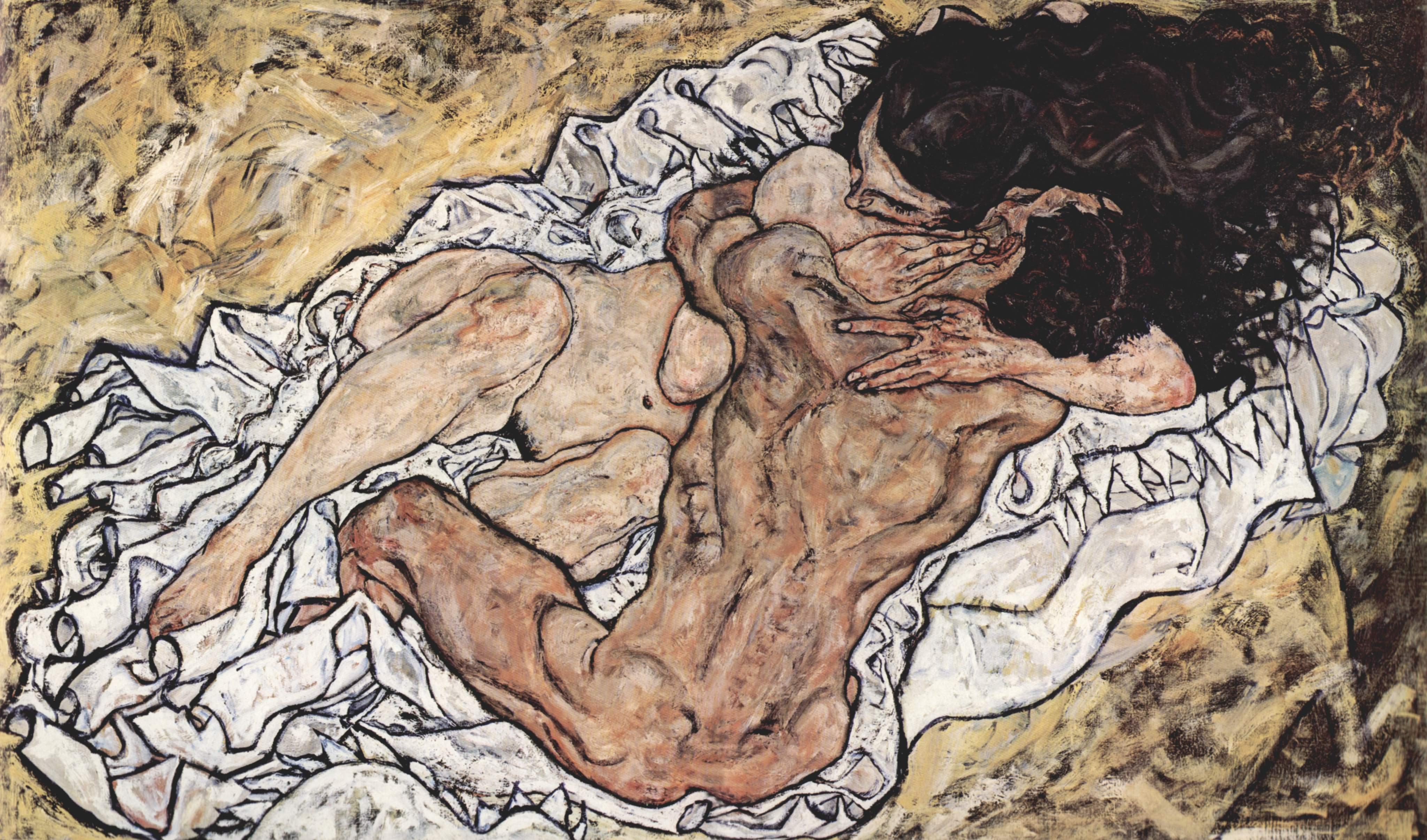
L'abbraccio

## Influenze nella cultura di massa

### Cinema e televisione
- Egon Schiele viene rappresentato nel film per la televisione biografico Egon Schiele, diretto da John Goldschmidt nel 1980, interpretato da Felix Mitterer.
- L'artista viene presentato nel film biografico Schiele in Prison, diretto da Mick Gold nel 1980, interpretato da Grant Cathro.
- Il personaggio di Egon Schiele appare nell'episodio del 1981 In geheimer Mission della serie televisiva Ringstraßenpalais.
- Egon Schiele è protagonista del film biografico Inferno e passione, diretto nel 1981 da Herbert Vesely. Il film è interpretato da Mathieu Carrière, nella parte del pittore, e da Jane Birkin.
- Egon Schiele viene citato nel film La chiave del 1983, diretto da Tinto Brass, nella scena in cui il protagonista prof. Nino Rolfe ne autentica un falso per 200 Lire.
- È del 1998 il documentario Egon Schiele di Juan Pablo Etcheverry.
- Nel film Klimt, diretto da Raúl Ruiz nel 2006, l'artista viennese appare impersonato da Nikolai Kinski.
- Il cortometraggio Girl with Yellow Scarf, diretto da Michael Banks nel 2009, vede Schiele impersonato dall'attore Christopher Poll.
- Il cortometraggio biografico The Pornographer, diretto da Michael Staffieri nel 2011 è incentrato sulla vita del pittore.
- Nel documentario Prima la trama, poi il fondo, diretto da Fulvio Wetzl e Laura Bagnoli nel 2013, la pittrice Renata Pfeiffer racconta l'incontro di sua madre Maria Godina, modella della Donna in rosso, con Schiele a Trieste, testimoniata da un biglietto autografo del pittore, con un ritratto a matita della Godina.
- Nel film Grand Budapest Hotel del 2014 compare un quadro commissionato da Wes Anderson a Rich Pellegrino, che ricorda uno dei suoi lavori.
- Nel 2016 viene prodotto il film biografico Egon Schiele: Tod und Mädchen, diretto da Dieter Berner e interpretato da Noah Saavedra, Maresi Riegner e Valerie Pachner. Basato sul libro di Hilde Berger Tod und Maedchen, Egon Schiele und die Frauen, ha vinto l'Austrian Film Award 2017 e il New Faces Awards 2017.

### Letteratura
- Egon Schiele è protagonista del romanzo biografico basato sulla vita del pittore Il pornografo di Vienna scritto da Lewis Crofts e pubblicato nel 2008.[7]
- Hilde Berger, Tod und Maedchen, Egon Schiele und die Frauen, Taschen, 2011
- Egon Schiele è protagonista del romanzo biografico sulla vita del pittore Le ragazze con le calze grigie, scritto da Romina Casagrande e pubblicato nel 2019.[8]
- Schiele è citato nel romanzo rosa storico Come anima mai, scritto da Rossana Soldano e pubblicato nel 2019.

### Musica
- Il gruppo Rachel's ha dedicato all'artista un intero album, Music for Egon Schiele, con le musiche tratte dall'omonimo musical ispirato alla vita del pittore.
- Il gruppo rock Marlene Kuntz allude a Schiele e alla sua arte nel brano Schiele, lei, me, traccia chiave dell'album Senza peso.
- Il cantautore italiano Alessandro Grazian ha dedicato a Schiele la canzone Fiaba rossa, dall'album Indossai.
- Il dj e produttore di musica elettronica Claudio Iacono ha composto un intero mini album dal titolo Egon Es, chiaramente ispirato al pittore viennese con suoni introspettivi e ipnotici.
- Il cantautore Telebellotto ha dedicato a Schiele una canzone dal titolo Egon sull'Ep Chi Vuole Venire Con Me?

### Fumetti
- Ha ispirato lo stile grafico del fumettista Angelo Stano, che ha illustrato numerose storie e copertine del fumetto Dylan Dog, tra cui l'albo n.1 dal titolo L'alba dei morti viventi.